# Осма банијска ударна бригада
Алтернативни називи:
Шеста банијска бригада
Осма бригада НОВ Хрватске
Друга бригада Седме банијске ударне дивизије
Осма банијска народноослободилачка ударна бригада формирана је 7. септембра 1942. године у селу Обљају, код Глине као Шеста банијска бригада. Одлуку о формирању бригаде донео је Штаб Прве оперативне зоне Хрватске, а у њен састав су ушли бораци Првог, Другог и Четвртог батаљона Банијског партизанског одреда. На дан формирања имала је је око 1.000 бораца, наоружаних поред пушкака, са 17 пушкомитраљеза, пет митраљеза, и 35 пиштоља.
Одлуком Главног штаба НОВ и ПО Хрватске од 18. септембра 1942. године преименована је у Осму банијску бригаду, а од 22. новембра 1942. до краја рата налазила се у саставу Седме банијске ударне дивизије. Септембра 1943. године бригада је преименована и носила је назив — Друга бригада Седме банијске ударне дивизије. Бригада је расформирана 6. децембра 1944. године, а њени борци пребачени су у састав Прве, Треће и Четврте бригаде Седме банијске удране дивизије.
Први командант бригаде био је Станко Бјелајац, а политички комесар Дамјан Вујновић.
Бригада је почетком марта 1944. године проглашена „ударном”, а за заслуге током Народноослободилачког рата одликована је Орденом заслуга за народ и Орденом братства и јединства. Поводом петнаестогодишњице битке на Сутјесци, јуна 1958. године, одликована је и Орденом народног хероја.

## Састав Осме банијске бригаде
- Штаб бригаде
  - командант — Станко Бјелајац Ћане
  - заменик команданта — Милан Павловић Мићан
  - политички комесар — Душан Вујновић
  - заменик пол. комесара — Шукрија Биједић
  - оперативни официр — Војко Хоштетер
  - рферент санитета — Јанко Бобетко
  - интендант — Миле Которан
  - начелник штаба — Никола Бјелајац
  - руководилац Политичког одељења (Политодјел) — Стјепан Дебељак Бил, народни херој
- Први батаљон
  - командант — Милош Сузић
  - заменик команданта — Недељко Релић
  - политички комесар — Жарко Михајловић
  - заменик пол. комесара — Живко Дабић
  - оперативни официр — Душан Невајда Дућа
  - секретар партијског бироа — Ферид Лукачевић
- Други батаљон
  - командант — Раде Грмуша, народни херој
  - заменик команданта — Драган Шољић
  - политички комесар — Урош Слијепчевић
  - заменик пол. комесара — Томо Угарковић
  - оперативни официр — Никола Јока
- Трећи батаљон
  - командант — Душан Остојић
  - заменик команданта — Дмитар Сузић
  - политички комесар — Милан Мраковић
  - заменик пол. комесара — Божо Халуза
- Четврти батаљон
  - командант — Перо Маљковић

## Народни хероји бригаде
Пет бораца Осме банијске ударне бригаде проглашено је за народне хероје Југославије. Неки од њих су:
- Стјепан Дебељак Бил, руководилац Полиодела
- Раде Грмуша, командант бригаде
- Адам Петровић, командант батаљона